# کارول سوزی
کارول اَن سوزی (انگلیسی: Carol Ann Susi؛ ‏ ۲ فوریهٔ ۱۹۵۲ – ۱۱ نوامبر ۲۰۱۴) بازیگر اهل ایالات متحده آمریکا بود. وی بین سال‌های ۱۹۷۴ تا ۲۰۱۴ میلادی فعالیت می‌کرد.

## گزیدهٔ آثار

### سینما
- فقط باهاش کنار بیا (۲۰۱۱)
- مرگ درخور اوست (۱۹۹۲)
- بهشت آبی من (۱۹۹۰)
- مافیا! (۱۹۹۸)
- راز موفقیت من (۱۹۸۷)

### تلویزیون
- آناتومی گری (۲۰۰۸)
- بتی بی‌ریخته (۲۰۰۸)
- تئوری بیگ بنگ[۱][۲][۳] (۲۰۱۴–۲۰۰۷)
- نمایش درو کری (۲۰۰۴)
- شش فوت زیر زمین (۲۰۰۱)
- بکر (۱۹۹۸)
- متأهل... دارای بچه (۱۹۹۶–۱۹۹۵)
- بخش فوریت‌های پزشکی (۱۹۹۶)
- ساینفلد (۱۹۹۲)